# Chartoscirta cincta
Chartoscirta cincta is een wants uit de familie van de Saldidae (Oeverwantsen). De soort werd het eerst wetenschappelijk beschreven door Herrich-Schäffer in 1841.

## Uiterlijk
De wants bereikt een grootte van 3 tot 4 millimeter. Deze soort staat bekend als langvleugelig (macropteer) en heeft donkere antennes en gelijkmatig dikke antennesegmenten. De segmenten hebben een korte en halflange bruine beharing, terwijl het eerste segment van de antennes lichtgekleurd is. De  kop, het halsschild (pronotum), en het schildje (scutellum) zijn glanzend zwart en de wants heeft een roodbruine steeksnuit (rostrum) en opvallend grote ogen. Het halsschild heeft lichte holle randen, met korte lichtgekleurde haren en enkele lange zwarte haren. Het schildje heeft halflange lichtgekleurde haren. De zwarte voorvleugels hebben blauwgrijze en geelbruine vlekken, met vaak een geelwitte vlek voor het membraan.
De poten zijn geel met bruine kniegewrichten. Chartoscirta cincta vertoont gelijkenissen met Chartoscirta cocksii en Chartoscirta elegantula. De soorten kunnen onderscheiden worden door te kijken naar de dikte en kleur van de antennesegmenten en de vorm en beharing van het halsschild.  

## Leefwijze
Deze wantsen leven op vochtige bodem, zoals oevers,  tussen veenmos (Sphagnum) of riet (Phragmites australis) , biezen (Schoenoplectus) en russen (Juncus). Ze worden 's nachts aangetrokken door kunstlicht. Volwassen dieren van de nieuwe generatie verschijnen vanaf juli en augustus. 
De soort kent in Nederland normaliter vermoedelijk één generatie per jaar. Onder gunstige omstandigheden ontwikkelt zich mogelijk een tweede generatie tot in de late herfst. Nimfen kunnen tot november worden gevonden, terwijl ze in het voorjaar vaak worden aangetroffen in overstromingsgebieden. De wants doorstaat de winter als volwassen dier, vaak ver van hun normale habitat in droog bodemafval of mos.

## Leefgebied
In Nederland komt de wants vrij algemeen voor (ook op de Waddeneilanden) met uitzondering van het noorden.
De soort is wijdverspreid in bijna heel Europa, afwezig alleen in het noorden. In het oosten komt ze voor in het Midden-Oosten tot aan de Kaukasus en Siberië. Ook in Afrika komt de soort voor, met de ondersoort Chartoscirta cincta paracincta, maar het wordt vermoed dat dit een afzonderlijke soort zou kunnen zijn. Ze bewonen moerassen, rietvelden, verlandingszones, natte weilanden en oevers van wateren.